# Párizs, Texas
Párizs, Texas (eredeti címe: Paris, Texas) 1984-ben bemutatott filmdráma, rendezője Wim Wenders. A filmet az 1984-es cannes-i fesztiválon mutatták be, ahol elnyerte a fesztivál fődíját, az Arany Pálmát.

## Tartalom
Középkorú, elhanyagolt külsejű férfi botorkál a mexikói sivatagban. Belép egy lepusztult kocsmába és szó nélkül elájul. A helyi orvos csak egy névjegyet talál nála, kiderül, a férfi öccsének telefonszáma van rajta. Travis (Harry Dean Stanton) – a sivatagi férfi – négy éve tűnt el, azóta semmit nem tudnak róla. Walt (Dean Stockwell), Travis öccse, egy jól menő plakátkészítő vállalkozás tulajdonosa jön el lerongyolódott bátyjáért, s a kocsival nekivágnak a Los Angelesig vezető útnak.
Travis hosszú kilométereken keresztül egy szót sem szól, ám lassan megered a nyelve, beszélgetni kezdenek. Kiderül, a férfi négy évvel ezelőtt őrjöngő féltékenységében felgyújtotta lakókocsijukat, melyben gyönyörű fiatal feleségével (Nastassja Kinski) és kicsiny gyerekével éltek. Otthonuk szörnyű pusztulását ugyan túlélik, de elsodródnak egymástól: Travis teljesen eltűnik, gyerekük Waltékhoz kerül, s a fiúcska nem is igen emlékszik már, hogy kik voltak igazi szülei. Jane (a feleség) sem adott életjelt magáról, az egyetlen fogódzó egy houstoni bank, ahonnan minden hónap ötödikén pénzt küld a gyermekét nevelő Waltéknak.
Kiderül: Párizs (Paris) egy település Texas államban, amit Travis mint szülei megismerkedésének – és talán fogantatásának – helyszíneként tart számon, vett is egy darab semmire sem használható földet ott.
Travisnek nem csak testvérével és annak feleségével kell újra megbarátkozni, nem csak a négyéves remetelét szociális defektusait kell leküzdenie, de gyerekét is meg kell hódítania. A nehezen induló barátkozást – és Travis vágyát, hogy újra lássa feleségét – a férfi úgy oldja fel, hogy vesz egy kocsit, és fiával együtt nekivágnak Houstonnak, hogy megkeressék Jane-t.
A találkozó létrejön, de megdöbbentő körülmények közt: Jane egy peep-show-ban mutogatja magát, Travis pedig végül vendégként oson be hozzá. Elkezd beszélni magáról, négy évvel ezelőtti érzéseiről, s Jane lassacskán ráeszmél, hogy a tükör mögött nem egy perverz vendég ül, hanem a férje. Travis, miután beszámol korábbi érzéseiről, feláll és elmegy, mindössze egy hotelszoba számát hagyja maga után. A hotelben a gyerek vár szüleire, apja azonban meghagyja az életet kettejüknek és újra nekivág magányos útjának.

## Szereplők
| Karakter                    | Színész            | Magyar hang (1985)  |
| --------------------------- | ------------------ | ------------------- |
| Travis Henderson            | Harry Dean Stanton | Cserhalmi György    |
| Jane Henderson              | Nastassja Kinski   | Nyakó Júlia         |
| Walt Henderson              | Dean Stockwell     | Tordy Géza          |
| Anne Henderson              | Aurore Clément     | Bodnár Erika        |
| Hunter Henderson            | Hunter Carson      | Tóth Marcell        |
| Ulmer doktor                | Bernhard Wicki     | Huszár László       |
| Benzinkutas                 | Sam Berry          | Horváth Pál         |
| Autókölcsönző alkalmazottja | Claresie Mobley    | Mányai Zsuzsa       |
| Nő a TV-ben                 | Viva               |                     |
| Hunter barátja              | Edward Fayton      |                     |
| Carmelita                   | Socorro Valdez     | Papadimitriu Athina |
| Hunter 3 éves korában       | Justin Hogg        |                     |
| Üvöltöző férfi              | Tom Farrell        |                     |
| Slater                      | John Lurie         | Vass Gábor          |
| Stretch                     | Jeni Vici          | Sáfár Anikó         |
| Babszi nővér                | Sally Norvell      | Borbás Gabi         |

## Wenders a filmről
Wenders az „el-nem-beszélés” filmjének tartja a Párizs, Texas-t. A dolgok lehetetlenségét próbálja ábrázolni. A rendező nagy fokú szabadságot adott színészeinek. A forgatásokra csak néhány vázlatosan felrajzolt képpel érkezett, és számos változtatást közösen beszéltek meg. A már felvett jeleneteket javították újra és újra. „A Párizs, Texas-ban minden a helyszínen született: a beállítást a történés határozta meg.” – mondja.

## Díjak, jelölések
- Cannes-i Nemzetközi Filmfesztivál (1984)
  - díj: Arany Pálma – Wim Wenders
  - díj: FIPRESCI-díj – Wim Wenders
  - díj: Ökumenikus zsűri díja – Wim Wenders
- BAFTA-díj (1985)
  - díj: legjobb rendező – Wim Wenders
  - jelölés: legjobb filmzene – Ry Cooder
  - jelölés: legjobb film – Chris Sievernich, Anatole Dauman
  - jelölés: legjobb adaptált forgatókönyv – Sam Shepard